# Universum
Universum, è il museo delle scienze dell'UNAM, con sede a Città del Messico. Ha come missione la divulgazione, la promozione e il rafforzamento della cultura scientifica e tecnologica facendola arrivare al maggior numero di persone possibile. Fa parte di un grande progetto culturale che ha sede nella Direzione Generale di Divulgazione delle Scienze (DGDC), entità dipendente dalla coordinazione di Ricerca Scientifica dell'UNAM.

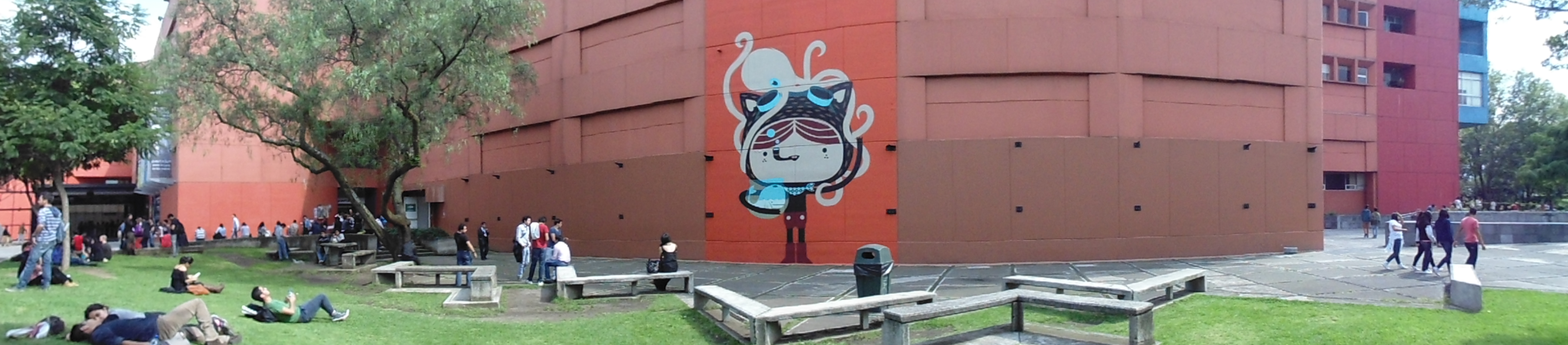

Universum si trova nella Zona culturale della Città Universitaria. Ha un'estensione totale di quasi 28 000 metri quadrati. Conta 12 sale permanenti e uno spazio infantile.
Le sue dotazioni (circa 800) si trovano esposti in tre edifici di circa 18.000 metri quadrati. La zona esterna è sede di una riserva ecologica di un parco archeologico, di un giardino di farfalle e di una zona coltivata.